# 宮瀬卓也
宮瀬 卓也（みやせ たくや、1974年4月19日 - ）は日本の実業家。2010年から2020年まで株式会社SKIYAKI（現：スペースシャワーSKIYAKIホールディングス株式会社）代表取締役。

## 人物・経歴
海城高等学校を経て、早稲田大学理工学部 経営システム工学科卒業。
大学卒業後、株式会社ソニー・ミュージックエンタテインメントに入社するが、中学時代からの夢であったプロのアーティストになることを諦めきれず1年半で退社。音楽家として作曲やライブハウスでの活動を行うが、当時の年収は70万円程度。2000年に再就職後、2001年に携帯電話で見られるアーティストのファンサイトを作る事業を開始し、2002年には「着うた」サービスを手掛け事業を拡大。2008年5月に会社を売却し子育てに専念。2010年に仲間と共にiモード向けの毎月課金するサブスクリプション型のファンクラブサイトを提供するという現在の株式会社SKIYAKIの事業に繋がるビジネスを立ち上げた。
趣味はDTM（デスクトップミュージック）、麻雀。
好きな言葉はフリードリヒ・フォン・シラーの「人は遊びの中で完全に人である」・

## 略歴
- 1997年
  - 3月：早稲田大学理工学部 経営システム工学科卒業
  - 4月：株式会社ソニー・ミュージックエンタテインメント 入社
- 2000年3月：株式会社ブラッドエンタープライズ 取締役就任
- 2001年5月：トイビィー・エンタテインメント株式会社 取締役就任
- 2002年2月：トイビィー・エンタテインメント株式会社 代表取締役就任
- 2008年5月：トイビィー・エンタテインメント株式会社の株式を売却[4]
- 2010年
  - 1月：株式会社SKIYAKI 入社
  - 2月：株式会社SKIYAKI 取締役就任
  - 6月：株式会社SKIYAKI 代表取締役社長就任
- 2012年2月：同社にてFanTech事業を開始（MBOにより業態変更）[8]
- 2013年2月：同社にて株式会社アミューズと資本提携
- 2014年2月：同社にてカルチュア・コンビニエンス・クラブ株式会社と資本提携[8]
- 2016年12月：株式会社Ararik 代表取締役就任
- 2017年10月：株式会社SKIYAKIが東京証券取引所マザーズ（現：東証グロース市場）へ新規上場[8]
- 2019年
  - 1月：株式会社SKIYAKI APPS 取締役就任
  - 12月：SKIYAKI 65 Pte. Ltd. 取締役就任
  - 12月：SKIYAKI 82 Inc. 取締役就任
- 2020年
  - 3月：株式会社SKIYAKI LIVE PRODUCTIONが株式会社SKIYAKI APPSを吸収合併[9]
  - 12月：株式会社SKIYAKI 代表取締役を退任[10]
- 2021年5月：株式会社リトピア 取締役就任
- 2022年4月：株式会社トラース・オン・プロダクト(東証グロース上場企業) 取締役就任
- 2023年
  - 2月：株式会社ブーリアン 取締役就任
  - 3月：株式会社リベラル 取締役就任
  - 3月：C-position株式会社 経営顧問就任
  - 5月：MakeHouse株式会社 経営顧問就任
  - 6月：株式会社12薬局 取締役就任
  - 9月：株式会社TIGEREYE 取締役就任[11]
  - 10月：MakeHouse株式会社 取締役就任
  - 10月：C-position株式会社 取締役就任
  - 12月：Cabinet株式会社 取締役就任
- 2024年3月：株式会社ワイヤードパッケージ 経営顧問就任
- 2025年3月：株式会社PANDORA 代表取締役就任